# Myriocladus longiramosus
Myriocladus longiramosus är en gräsart som beskrevs av Jason Richard Swallen. Myriocladus longiramosus ingår i släktet Myriocladus och familjen gräs. Inga underarter finns listade i Catalogue of Life.